# Катажина Далещик
Катажина Аліція Дольщик (пол. Katarzyna Alicja Daleszczyk; нар. 23 березня 1990, Сулеюв, Польща) — польська футболістка, півзахисниця АЗС (Краків) та національної збірної Польщі.

## Клубна кар'єра
Футбольну кар'єру розпочала в «МУКС Даргфіл» з міста Томашів-Мазовецький, де грала за дівочі та молодіжні команди, у складі яких досягала значних успіхів.
Влітку 2009 року перейшов до «Бяла-Подляська», з якою дебютувала в жіночій Екстраклясі. Провела в команді три сезони поспіль.
Під час літнього трансферного вікна 2012 року уклала логовір з «Гурником» (Ленчна). Провела три сезони за клуб Ленчни, допомогла команді двічі стати бронзовим призером чемпіонату, в першому та останньому сезонах за «Гурник». У сезоні 2013/14 років стала срібною призеркою Екстракляси, у той же час чемпіоном країни став «Медик» (Конін).

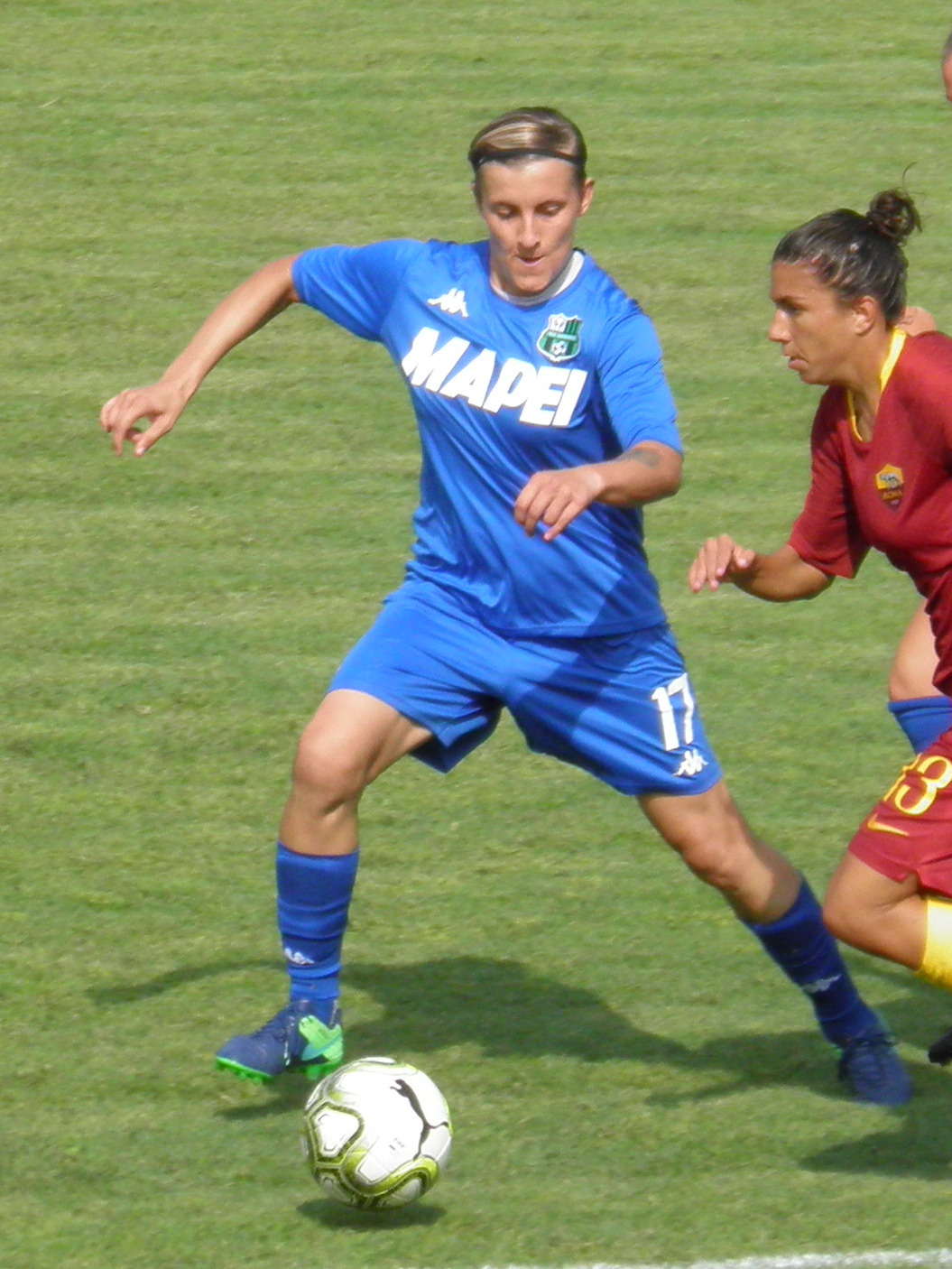
Катажина Далещик у футболці «Сассуоло» (2018)

Влітку 2015 року перейшла до чинного чемпіонат Польщі «Медика» (Конін) — клубу, з яким виграв свої перші трофеї в кар'єрі. За два сезони у футболці «Медика», двічі поспіль вигравала Екстраклясу, а в своєму дебютному сезоні допомогла команді виграти ще й Кубок Польщі. Також у своєму першому сезоні в конінському клубі дебютувала в жіночій Лізі чемпіонів УЄФА, 11 серпня 2015 року в переможному (5:0) поєдинку кваліфікації проти валлійського «Кардіфф Метрополітен». Загалом у Лізі чемпіонів зіграла 10 матчів, в яких відзначилася 8-ма голами.
Під час літнього трансферного вікна 2017 року вирішує переїхати до Італії, де укладає договір з «Брешією». Команда стартувала в Серії А. На той час у «Брешії» вже виступала Александра Сікора, яка приєдналася до команда за декілька тижнів до цього. Новий тренер команди Джанп'єро Піовані не випустив польку на матч Суперкубку 2017, трофей, який «Брешія» виграла в «Фіорентини» (4:1), але з 1-го туру чемпіонату й до кінця сезону використовував Катажину як гравчиню основи. З новою командою також виступала в жіночій Лізі чемпіонів УЄФА, вийшовши на поле 11 жовтня 2017 року в переможному (2:0) матчі проти ныдерландського «Аякса», гарантуючи вихід у 1/8 фіналу. Зіграла в 19-ти з 22-х матчах регулярного сезону, Далещик допомогла «Брешії». Команда до кінця чемпіонату боролася за скудетто з «Ювентусом», у воротах якого відзначилася 14 квітня 2018 року, відкривши рахунок у переможному (2:1) поєдинку 18-го дня, завдяки чому «Брешія» повернулася на перше місце в турнірній таблиці. При однаковій кількості набраних очок станом на 22-й тур титул чемпіона Італії визначився лише після плей-оф. В останньому матчі Далещик виходить на поле з першої хвилини, грала в основний та додатковий час, яких, однак, після 120 хвилин замало, щоб визначити переможця і змусила команди грати в серії післяматчевих пенальті. Далещик, третя серед виконавиця пенальті, не реалізувала власну спробу, повертаючи нічию після помилки Барбари Бонансі з гравців «Ювентуса», які залишаться такими до п'ятого удару з 11 метрів і далі продовжили серію до помилки Федеріки Ді Крішіо з «Брешії».
Наступного літа, після передачі спортивного титулу «Брешії» до «Мілана», вона перейшла «Сассуоло», таким чином залишившись у Серії А в зелено-чорній сорочці на майбутній сезон. Знову під керівництвом тренера Джанп'єро Піовані Далещик дебютувала у новій футболці 22 вересня 2018 року, у переможному (3:2) домашньому матчі першого туру чемпіонату проти «Роми». Першим голом за нову команду відзначилася на 56-й хвилині переможного (2:0) поєдинку наступного туру чемпіонату проти «Моццаніки».
Після 2 сезонів в Італії, влітку 2019 року повертається на батьківщину, домовившись із «Чарні» (Сосновець).

## Кар'єра в збірній
Далещик починає викликатися Польським футбольним союзом у 2007 році, до складу жіночої молодіжної збірної Польщі (WU-19). У футболці вище вказаному клубу бере участь у другому кваліфікаційному раунді чемпіонату Європи 2007 року в Ісландії. 10 квітня 2007 року дебютувала в переможному (4:0) поєдинку проти ровесниць в Уельсу. Разом зі збірною Польщі вперше в історії вийшла до фінального етапу турніру. Збірна Польщі потрапили до групи В, в якій зазнали дві поразки та зіграли внічию 1:1 (проти Англії). За підсумками вище вказного раунду польки вибули з турніру. Потрапила до складу збірної на матчі молодіжної жіночої кваліфікації чемпіонату Європи 2008 року (WU-19). Катажина зіграла всі шість матчів на двох етапах, але збірній не вдалося повторити успіх кваліфікації попереднього сезону.
У футболці національної збірної Польщі дебютувала 31 березня 2010 року в переможному (4:1) поєдинку кваліфікації чемпіонату світу 2011 року в Німеччині проти Румунії на стадіоні CNAF у Могошоаї, в якому на 86-й хвилині замінила Патрицію Позерську.

## Досягнення
«Медик» (Конін)
- Екстракляса
  -  Чемпіон (2): 2015/16, 2016/17

- Кубок Польщі
  -  Володар (1): 2015/16

«Брешія»
- Суперкубок Італії
  -  Володар (1): 2017